# Metapontum

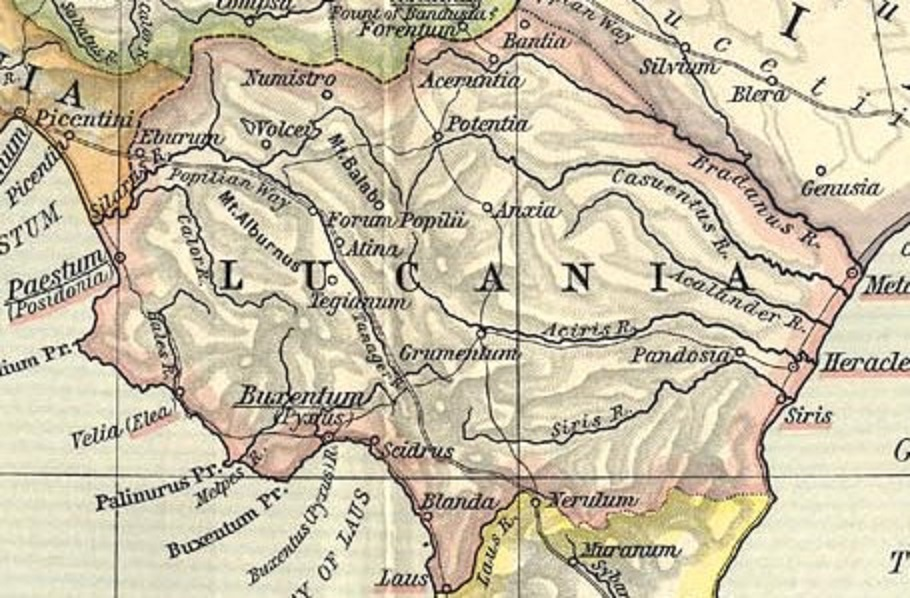
Karta över den historiska regionen Lucania med Metapontum vid kusten i öster

Metapontum (grekiska Μεταπόντιον, Metapontion) var en forngrekisk koloni i Nedre Italien, på västra sidan av Tarantobukten, sannolikt grundlagd av achaier omkring år 700 f.Kr. Pythagoras dog i Metapontum. I Peloponnesiska kriget (431-404 f.Kr.) stod Metapontum på atenarnas sida. Det understödde även konungarna Alexander och Pyrrhos under deras krig i södra Italien, samt synes ända till denna tid ha varit en av de förnämsta städerna i Stor-Grekland (Magna Graecia). Staden kom sedermera under Roms välde, efter slaget vid Cannae år 216 f.Kr., men övergick till kartagerna, vilket ledde till dess förfall. På Pausanias tid (omkring 100 e.Kr.) fanns endast murarna och en teater kvar. 
Platsen utmärks nu av ruinerna av två tempel (av nuvarande befolkningen kallade Chiesa di Sansone, från slutet av 500-talet f.Kr., och Tanole Paladine) nära högra stranden av floden Bradano, norr om järnvägsstationen Metaponto. Luynes gjorde arkeologiska utgrävningar där 1828 (Métaponte, 1836).